# Great Elm
Great Elm est une paroisse civile et un village du Somerset, en Angleterre.